# Hinwick
Hinwick es una aldea situada en Bedfordshire (Inglaterra), dentro de la parroquia civil de Podington, cuyo pueblo se encuentra a menos de una milla al nornoroeste por la carretera principal. La aldea se registró en el Libro Domesday en 1086 como Haneuuich, también deletreado Heneuuiche, como Henewich en el siglo XI, y como Henewic y Hynewyk en el siglo XIII.